# Bat Coaster
Bat Coaster est un ancien parcours de montagnes russes inversées, construit par Pinfari, pour le parc Nigloland en 2002. Bat Coaster est un modèle forain, n'ayant pas de fondations. Le parcours comporte deux inversions grâce à un roll over. L'attraction est le premier parcours de montagnes russes inversées installé en France.
L'attraction est alors située dans la zone Rock'n Roll du parc Nigloland. Elle était interdite aux moins d'1 mètre 20 et les personnes de moins d'1 mètre 40 devaient être accompagnées. Elle possédait trois trains composés de cinq wagons. Ceux-ci étaient constitués d'un rang de deux personnes. Dix personnes sécurisées par des harnais pouvaient embarquer dans ce train.

## Accident
Le 9 avril 2005, un accident survient sur le dernier virage de l'attraction. Cinq personnes sont blessées, dont une grièvement. Un des trains est resté bloqué sur le parcours (hors zone de freins). Un technicien décide alors d'utiliser une nacelle pour le débloquer mais percute le wagon violemment.

## Fermeture
L'attraction ferme en 2006 et laisse place au spectacle deudeuche show. En 2007, Nigloland inaugure Schlitt' Express, un nouveau parcours de montagnes russes de type wild mouse. Le 12 avril 2014, l'attraction Alpina Blitz ouvre sur l'espace qu'occupait Bat Coaster,.
Bat Coaster est relocalisé à Antibes Land où il fonctionne de 2007 à 2008. Désormais propriété de Freij Entertainment, il est installé à Global Village, à Dubaï en 2009 et 2010. À partir de mai 2010, la famille de forains allemands Gormanns l'exploitent dans les foires. Il prend place en 2011 sur le site de l'Exposition universelle de 2010 à Shanghai.